# Hugo Sánchez
Hugo Sánchez Márquez (Cidade do México, 11 de julho de 1958) é um treinador e ex-futebolista mexicano que atuava como atacante.
Sánchez celebrizou-se como o maior jogador de futebol do México no século XX. Consagrou-se com seus gols e piruetas, marcando de qualquer jeito: além de chutes clássicos, com a cabeça, de voleio e bicicleta, sendo também conhecido por seu lado provocador, com inúmeras sendo também as reclamações de ofensas e cusparadas dele.
Destacou-se principalmente como o vitorioso goleador do Real Madrid na segunda metade da década de 1980. Ele, que anteriormente foi ídolo também no rival Atlético de Madrid, é o único a ter jogado nos três times da capital espanhola: já no final da carreira, atuou pelo Rayo Vallecano, terceiro time da cidade.
Hugo Sánchez jogou três Copas do Mundo. Assim como seu compatriota Antonio Carbajal, o chileno Elías Figueroa, o brasileiro Emerson Leão, o alemão Lothar Matthäus, o escocês Jim Leighton, o italiano Giuseppe Bergomi e o camaronês Rigobert Song, com um intervalo de dezesseis anos entre a primeira (1978) e a última (1994). Uma de suas maiores mágoas foi a não-participação do México na de 1990, quando vivia o auge da carreira e teve sua seleção banida pela FIFA.

## Carreira de futebolista

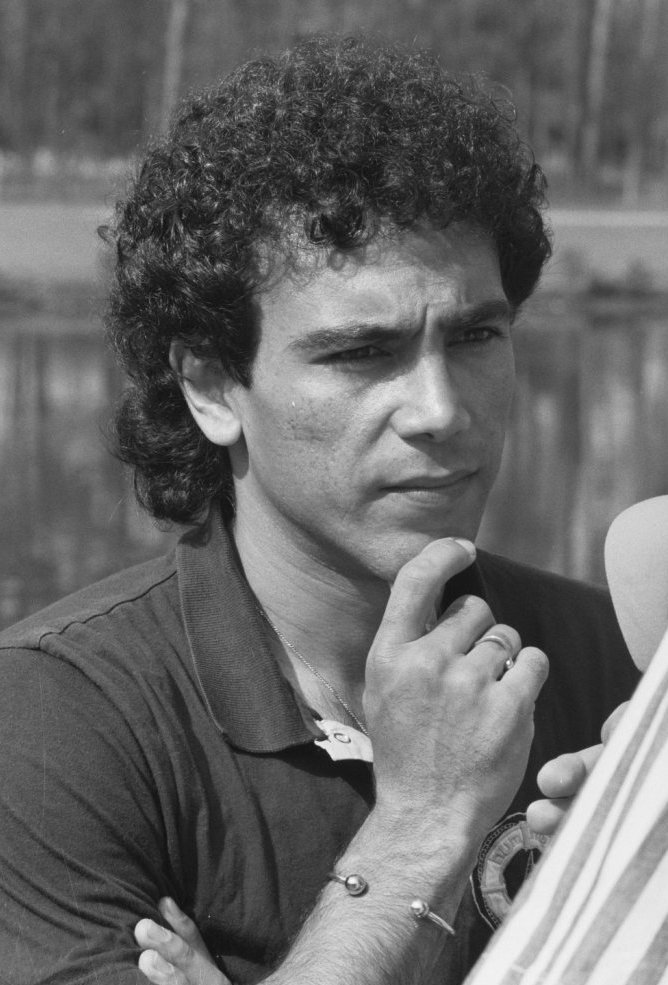
Hugo Sánchez é considerado um dos maiores futebolistas mexicanos de todos os tempos. É ídolo do Real Madrid CF, além de ser um dos maiores artilheiros do clube.

### Início, no México
O esporte lhe cativava desde pequeno, para o desespero de sua mãe, a aturar quebradeiras de quadros, louças e vidros nas brincadeiras do pequeno Hugo em casa, na infância. Contando com a cobertura do pai, não teve maiores dificuldades em tornar-se jogador, chegando aos 15 anos à seleção amadora do México. Aos 17, foi campeão do Torneio Juvenil da Cannes, na França, e medalha de ouro nos Jogos Pan-americanos de 1975, sediados em sua Cidade do México.
No mesmo ano, ingressou no Pumas UNAM, time da Universidade Nacional Autônoma do México, onde faria o curso de odontologia paralelamente aos jogos. Um ano depois, aos dezoito, seria artilheiro dos Jogos Olímpicos de Verão de 1976. Nestas Olimpíadas, sua irmã também participou, como ginasta. Em homenagem a ela, Sánchez passaria a comemorar seus gols com um característico salto mortal.
Sua primeira temporada entre os profissionais do Pumas foi a de 1976-77, após as Olimpíadas, sendo logo campeão mexicano. Chegaria ao seu auge na equipe em 1980, ao sagrar-se campeão da Copa dos Campeões da CONCACAF. No ano seguinte, conquistou seu segundo campeonato mexicano e a Copa Interamericana. Chamou as atenções do Atlético de Madrid, que o contratou no verão de 1981.

### Ídolo nos rivais de Madrid
Sánchez ficou quatro anos no Atlético, onde foi ídolo. Todavia, a equipe vivia decadente e não conseguia faturar troféus. Com seu desempenho individual em contínuo crescimento, estourou de vez na temporada 1984/85: foi artilheiro e vice-campeão da liga espanhola e conquistou a Copa do Rei, que seria o único troféu na década da equipe. O arquirrival Real Madrid percebeu a joia do vizinho e a arrebatou. Sánchez trocou os rojiblancos pelos blancos.
Não se arrependeria da polêmica troca e no Real seria não só ídolo, como vitorioso. Sánchez emendou outras quatro artilharias no campeonato espanhol, sendo o goleador daquele memorável elenco merengue, que reunia ainda pratas-da-casa como Míchel, José Antonio Camacho, Rafael Gordillo, Rafael Martín Vázquez e Emilio Butragueño e também Jorge Valdano e Bernd Schuster. A chamada Quinta del Buitre, como ficou conhecida aquela equipe, se sagraria pentacampeã espanhola consecutivamente entre 1986 e 1990, embalada nos gols de Hugo.
O pentapichichi (uma alusão à expressão Pichichi, designada para o artilheiro de La Liga) conquistaria ainda a Copa da UEFA em 1986 e a Copa do Rei em 1989, por sinal o único ano do período em que ele não alcançou a artilharia espanhola. A quinta e última veio na temporada seguinte, onde ele também foi o maior artilheiro do continente, ao lado do búlgaro Hristo Stoichkov, recebendo finalmente a chuteira de ouro europeia.
Seus 38 gols no campeonato de 1990, igualando a marca de Telmo Zarra em 1951, foram um recorde na liga espanhola até 2011, quando o português Cristiano Ronaldo, também pelo Real, alcançou os 40 gols. Naquela ocasião, Sánchez também havia igualado a Alfredo Di Stéfano e Quini, outros a terem sido cinco vezes artilheiros do campeonato espanhol (o recorde isolado, de seis vezes, continuou exclusivo de Zarra).

### Final da carreira
Todavia, o seu auge marcou também o início da decadência. No campeonato de 1991, o time ficou em terceiro, atrás dos rivais Barcelona (campeão) e Atlético. O de 1992 mal começou e Sánchez, já com 34 anos, anunciou seu retorno ao México.
Iniciou então uma peregrinação por outras equipes, não chegando a ficar mais de um ano em cada uma. Primeiramente, jogou no América. Ali conquistou seu último título, a Copa dos Campeões da CONCACAF de 1992. Retornou então a Madrid, agora como jogador do terceiro time da cidade, o Rayo Vallecano. Após uma temporada, voltou ao seu país, agora pertencendo ao Atlante.
Jogaria ainda no austríaco Linz, no estadunidense Dallas Burns e em outra equipe mexicana, o Celaya. Ali, jogando ao lado de seus ex-colegas madridistas Butragueño, Míchel e Martín Vázquez, aposentou-se em 1997.

## Seleção Mexicana
A trajetória na Seleção Mexicana começou ainda antes da clubística, nas seleções de base. Nelas foi medalha de ouro no Pan-Americano de 1975 e artilheiro das Olimpíadas de 1976. A estreia na seleção principal deu-se em 1977 e Sánchez foi campeão da Campeonato da CONCACAF (atual Copa Ouro), sediado no México. O torneio valeu também como eliminatória para a Copa do Mundo de 1978. Aos vinte anos, o jovem Sánchez figurou no mundial da Argentina, onde os mexicanos deram vexame: perderam seus três jogos, inclusive contra a Tunísia, tornando-se a primeira seleção a ser derrotada por uma africana em Copas.
A Copa Ouro de 1981 também valeu como eliminatória para o mundial seguinte, desta vez o de 1982. Os dois primeiros colocados conseguiriam vaga na Espanha. Para a decepção de Sánchez, já no Atlético de Madrid, o México terminou em terceiro. Os classificados da CONCACAF foram El Salvador e Honduras, anfitriã. O México enfrentou os já classificados hondurenhos na última rodada. Mesmo com a enorme rivalidade com El Salvador, que resultara até em guerra em 1969, os donos da casa seguraram o empate, que deixou os mexicanos com um ponto a menos que os salvadorenhos.
Sua segunda Copa foi a de 1986, sediada no seu México. Sánchez, já uma estrela do Real Madrid, foi com o seu país às quartas-de-final, a melhor colocação dos tricolores. Sánchez era a maior esperança local para um improvável título, sonho interrompido nos pênaltis para a Alemanha Ocidental, mas marcou apenas uma vez, na estreia contra a Bélgica. Os anos iam se passando e Hugol acumulava artilharias e troféus no Real e estava no auge quando realizou-se a Copa do Mundo de 1990.
Porém, a FIFA puniu duramente o México, que, nas eliminatórias para as Olimpíadas de 1988, utilizou vários atletas com idade acima da permitida. A sanção, que seria imposta apenas à seleção olímpica, estendeu-se a todas as seleções mexicanas, incluindo a principal, por dois anos. Desta forma, Sánchez ia fazendo seus gols pelo Real já sabendo que não teria lugar no mundial de 1990, uma vez que o país foi excluído das eliminatórias da CONCACAF. Três anos depois, disputou a primeira Copa América da qual o México foi convidado para jogar, e terminou vice-campeão.
Foi à Copa do Mundo de 1994 já bastante veterano, aos 36 anos, incapaz de demonstrar o potencial que assombrou a Espanha no final da década de 1980 e no início da década de 1990. Sánchez ainda deu um pontapé inicial de uma partida do México na Copa do Mundo de 1998, no que simbolizou oficialmente sua aposentadoria dos gramados.

## Como técnico
Iniciou a nova carreira no mesmo Pumas UNAM onde começara. Em cinco anos, ganhou os dois campeonatos de 2004, Clausura e Apertura. Seu trabalho de maior imagem foi na Seleção Mexicana, cargo ao qual não escondia aspirar. Sánchez estava irritado com a presença estrangeira na Tricolor: assumiu o México em 2006, após a Copa do Mundo daquele ano, onde o país jogou com dois naturalizados (o argentino Guillermo Franco e o brasileiro Zinha) e foi comandado por um técnico argentino, Ricardo Lavolpe.
Sánchez comandou o México durante a Copa América de 2007, chegando a vencer o futuro campeão Brasil. Todavia, seu mau aproveitamento custou-lhe o cargo em 2008. Também não durou muito tempo em seu trabalho seguinte, no Almería, da Espanha.

## Títulos
Pumas UNAM
- Copa Interamericana: 1980
- Liga dos Campeões da CONCACAF: 1980
- Campeonato Mexicano: 1976-77, 1980-81
- Copa México: 1974-75
- Campeón de Campeones: 1975

Atlético de Madrid
- Copa do Rei: 1984-85
- Supercopa da Espanha: 1985

Real Madrid
- Liga Europa da UEFA: 1985-86
- Campeonato Espanhol: 1985-86, 1986-87, 1987-88, 1988-89, 1989-90
- Copa do Rei: 1988-89
- Supercopa da Espanha: 1988, 1989, 1990

América
- Liga dos Campeões da CONCACAF: 1992

Seleção Mexicana
- Copa Ouro da CONCACAF: 1977, 1993, 1996, 1998
- Jogos Pan-Americanos: 1975

### Individual
- Melhor atacante do Campeonato Mexicano: 1977–78, 1978–79
- Melhor jogador do Campeonato Mexicano: 1978–79
- Chuteiro de Ouro UEFA: 1990
- Prémio Don Balón - Melhor Jogador Estrangeiro da La Liga: 1986–87, 1989–90
- Melhor esportista do México do século XX
- Melhor jogador de futebol do México do século XX pela IFFHS
- Melhor jogador de futebol da CONCACAF do século XX pela IFFHS
- FIFA 100: 2004
- Prêmio Golden Foot: 2010
- FIFA XI: 1982
- Lendas do IFFHS
- Marca Leyenda: 2018
- 26.º melhor jogador de futebol do século XX da IFFHS

Artilharias
- Campeonato Mexicano: 1978–79 (26 gols)
- La Liga: 1984–85 (19 gols), 1985–86 (22 gols), 1986–87 (34 gols) , 1987–88 (29 gols), 1989–90 (38 gols)
- Copa do Rei: 1986–87 (6 gols)
- Copa da Liga Espanhola: 1983–84 (6 gols)
- Copa dos Campeões da CONCACAF: 1992 (7 gols)
- Eliminatórias Concacaf da Copa do Mundo 1982: (7 gols)

### Treinador
UNAM
- Campeonato Mexicano: Clausura 2004, Apertura 2004
- Campeón de Campeones: 2004

Individual
- Bola de Ouro de Melhor treinador da Primeira Divisão do México: 2004, 2005
- Melhor treinador de Substituição da La Liga: 2008–09